# Hoher Steinklee
Der Hohe Steinklee (Melilotus altissimus) ist eine Pflanzenart aus der Gattung Steinklee (Melilotus) in der Unterfamilie der Schmetterlingsblütler (Faboideae).

## Beschreibung

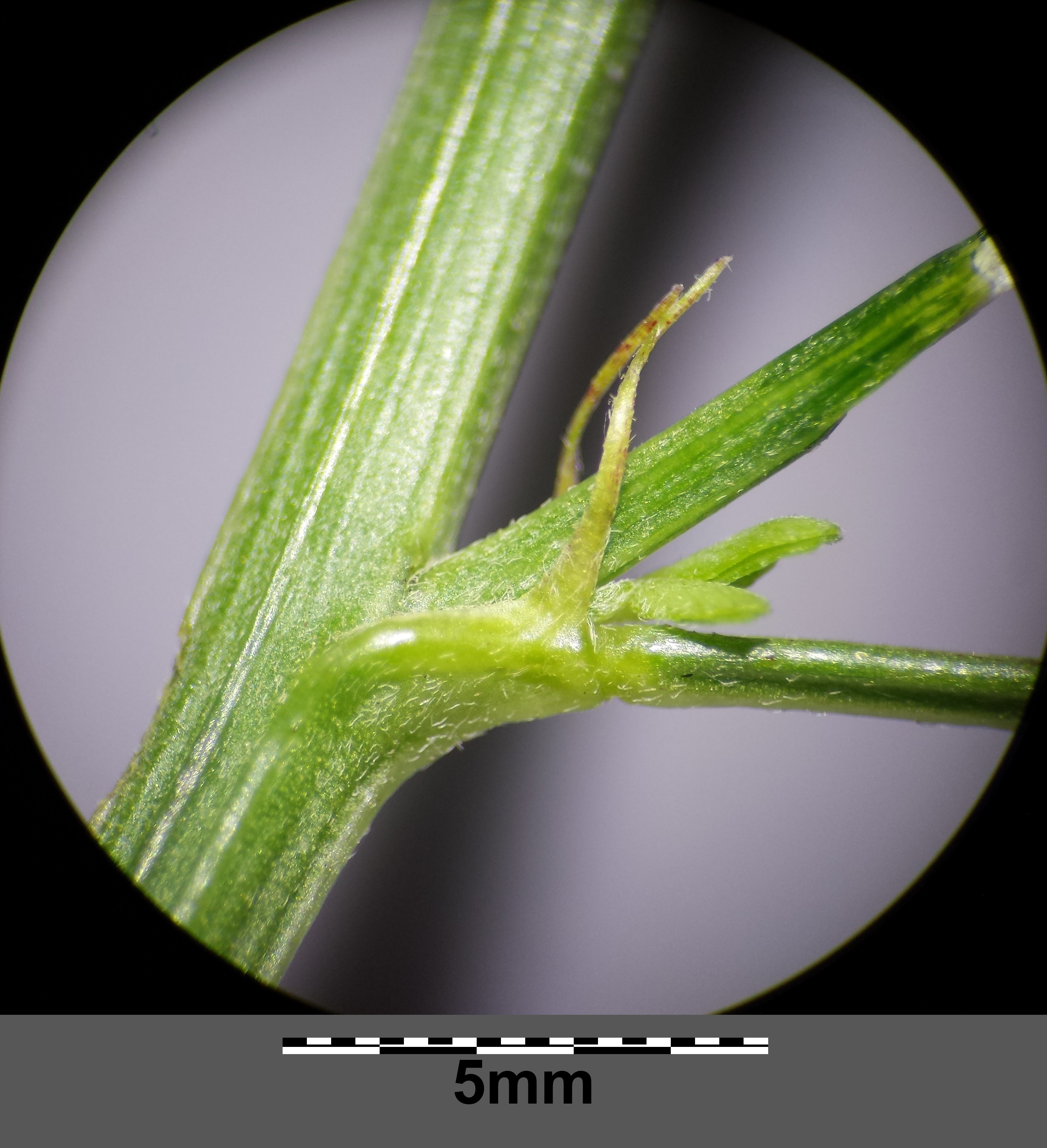
Stängel mit Nebenblättern

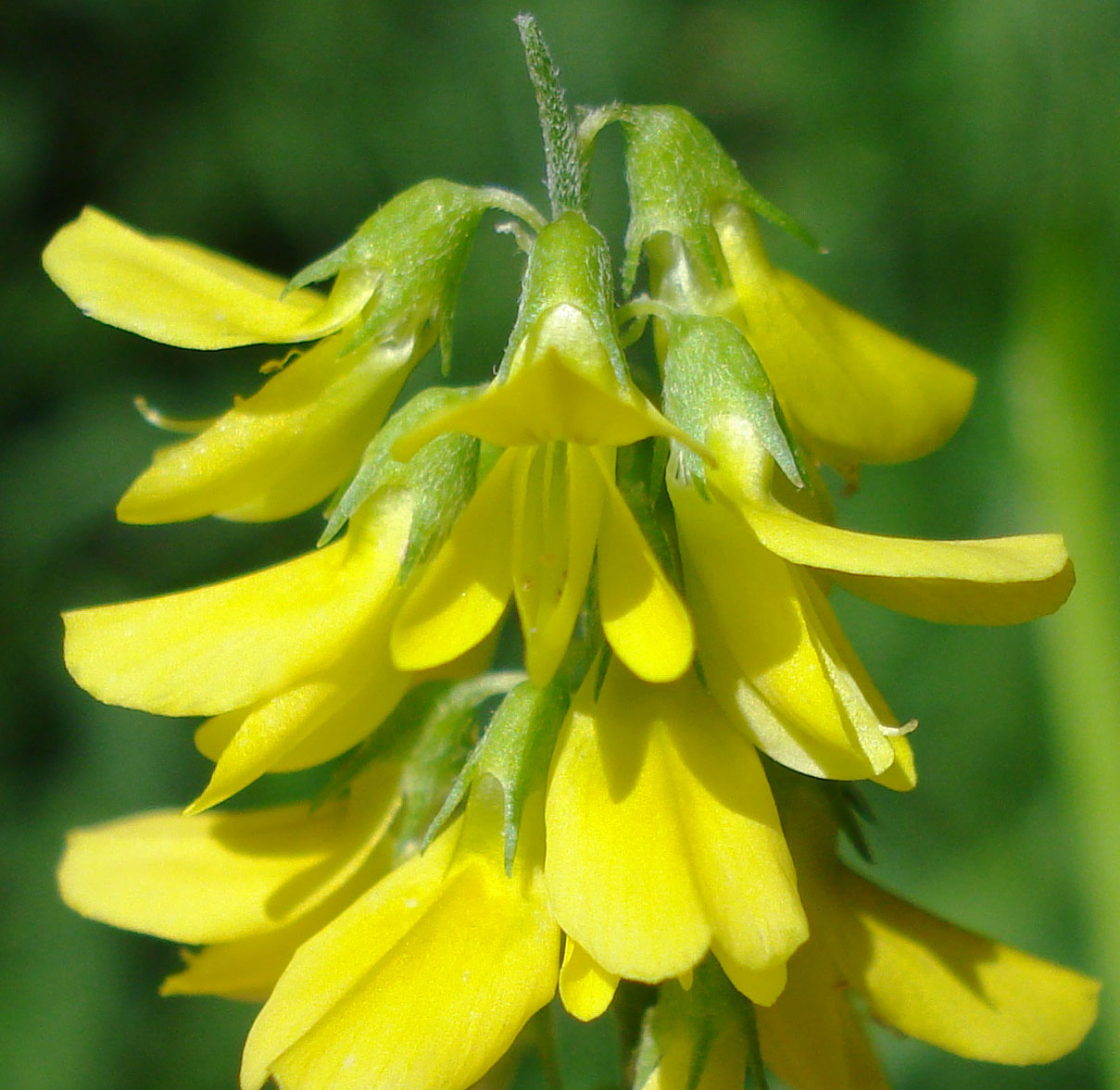
Details eines Ausschnittes des Blütenstands

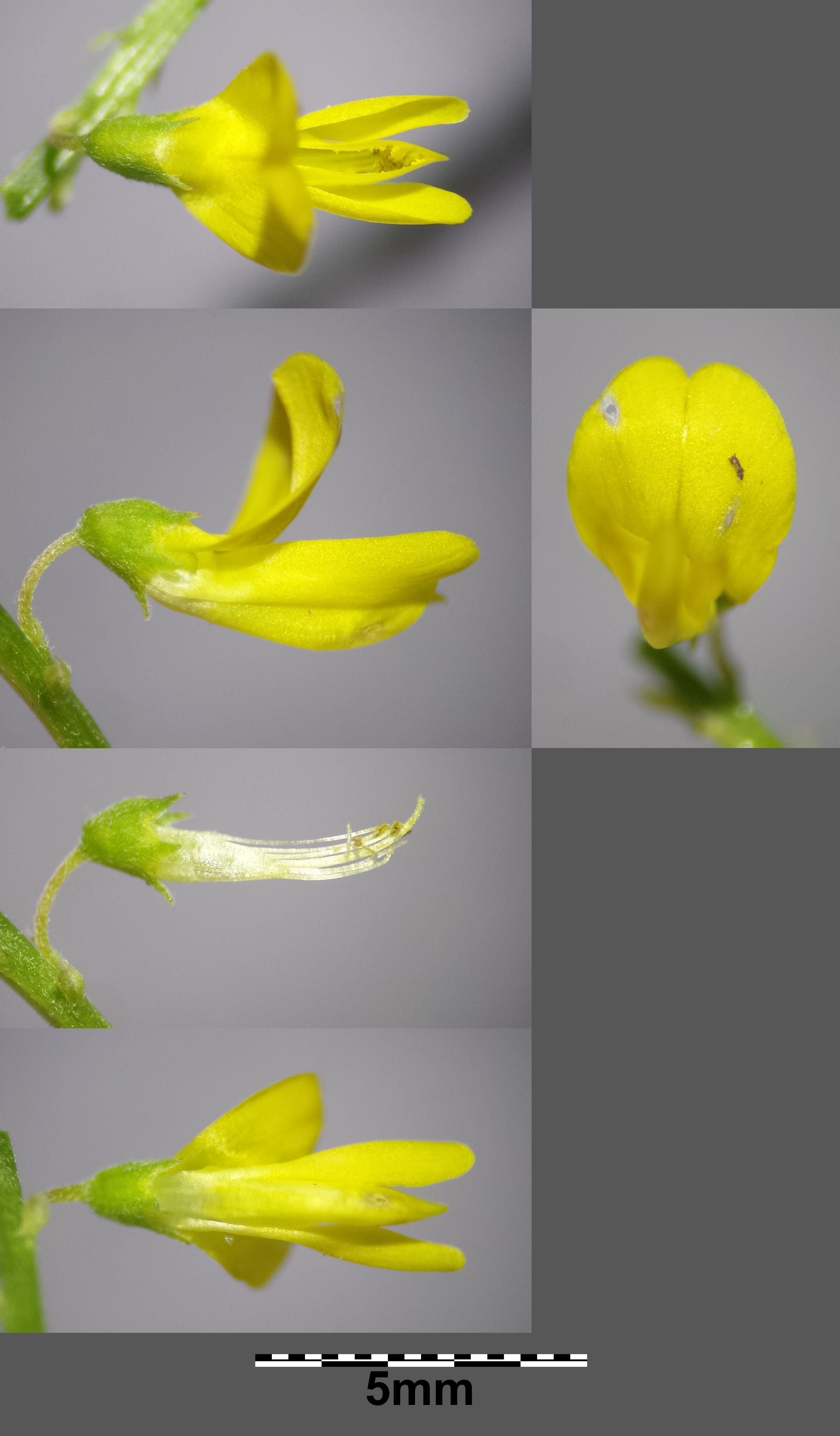
Gestielte zygomorphe Blüte mit Kelch und Krone: die Flügel sind ungefähr so lang wie das Schiffchen

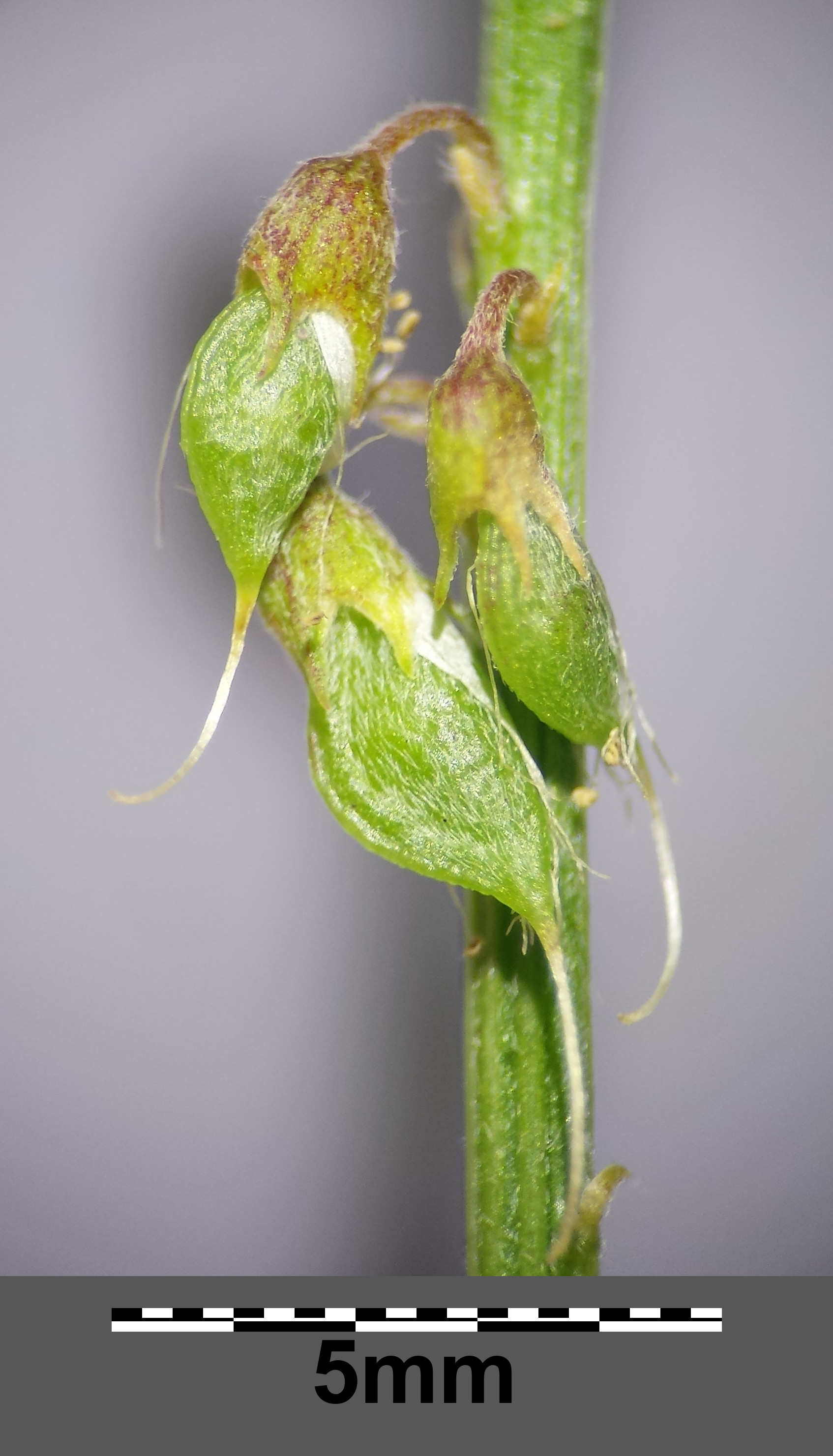
Die Früchte sind zerstreut behaart

### Vegetative Merkmale
Der Hohe Steinklee ist eine zweijährige krautige Pflanze und erreicht meist Wuchshöhen von 60 bis 125 Zentimetern. Er besitzt eine kräftige Pfahlwurzel. Der verzweigte Stängel ist aufrecht oder bogig aufsteigend und meist kahl.
Die Laubblätter sind in Blattstiel und -spreite gegliedert. Die Blattspreite ist dreizählig unpaariggefiedert. Die Laubblättchen sind bei einer Länge von meist 2 bis 4 Zentimetern verkehrt-eiförmig bis länglich-keilförmig, am Rande gezähnt und am oberen Ende gestutzt oder gerundet. Die Nebenblätter sind ganzrandig oder – bei den mittleren und unteren – mit einem Zahn versehen; sie sind mit dem Blattstiel verbunden und sind pfriemlich.

### Generative Merkmale
Die Blütezeit liegt vorwiegend in den Monaten Juli bis September. Der Blütenstandsschaft ist 2 bis 6 Zentimeter lang und überragt das Tragblatt um das Doppelte oder Dreifache. Die Blüten befinden sich in 2 bis 6 Zentimeter langen traubigen Blütenständen. Die Blütenstiele sind etwa 2 Millimeter lang.
Die zwittrige Blüte ist zygomorph und fünfzählig mit doppelter Blütenhülle. Die Kelchzähne sind etwa so lang wie die glockenförmige Kelchröhre. Die gelbe Krone weist die Form einer Schmetterlingsblüte auf und ist 5 bis 8 Millimeter lang. Der Flügel und das Schiffchen in etwa so lang sind wie die Fahne.
Die kurz weich behaarte Hülsenfrucht ist eiförmig, kurz zugespitzt, mehr oder weniger netznervig und enthält in der Regel zwei bis drei Samen.
Die Chromosomenzahl beträgt 2n = 16.

## Vorkommen und Gefährdung
Der Hohe Steinklee ist ein eurasisch-kontinentales Florenelement. Melilotus altissimus ist in gemäßigten Gebieten in Nord-, Mittel-, Ost-, Südost- und Südwesteuropa verbreitet. Es gibt für Melilotus altissimus Fundortangaben aus Norwegen, Schweden, Dänemark, Deutschland, den Niederlanden, Belgien, Polen, der ehemaligen Tschechoslowakei, Österreich, der Schweiz, Italien, Frankreich, Spanien, Ungarn, dem ehemaligen Jugoslawien, Albanien, Rumänien, Moldawien, der Ukraine, dem europäischen Teil der russischen Föderation und Griechenland.
Der Hohe Steinklee kommt in Mitteleuropa zerstreut vor. In Deutschland wächst der Hohe Steinklee zerstreut, kommt aber gebietsweise auch verbreitet vor. In Österreich gilt der Hohe Steinklee als „gefährdet“ und ist zerstreut bis sehr selten aufzufinden, während er in der Schweiz recht verbreitet ist. In den Allgäuer Alpen steigt er im Tiroler Teil am Hahnenkamm bis zu einer Höhenlage von 1800 Metern auf.
Der Hohe Steinklee wächst in Schuttunkrautgesellschaften, auf Salzweiden und in Ufergesellschaften. Sie gedeiht am besten auf kalk- und stickstoffhaltigen, oft auch salzhaltigen, wechselfeuchten Böden. Sie ist bestandskennzeichnend im Cuscuto-Convolvuletum aus dem Verband Senecion fluviatilis, kommt aber auch in Pflanzengesellschaften des Verbands Onopordion vor.
Die ökologischen Zeigerwerte nach Landolt et al. 2010 sind in der Schweiz: Feuchtezahl F = 3w+ (mäßig feucht aber stark wechselnd), Lichtzahl L = 3 (halbschattig), Reaktionszahl R = 4 (neutral bis basisch), Temperaturzahl T = 4+ (warm-kollin), Nährstoffzahl N = 3 (mäßig nährstoffarm bis mäßig nährstoffreich), Kontinentalitätszahl K = 3 (subozeanisch bis subkontinental).

## Taxonomie
Die Erstveröffentlichung erfolgte 1799 als "Melilotus altissima" durch Jean-Louis Thuillier in Flore des Environs de Paris, 2. Auflage, S. 378, 1799. Nach den internationalen Regeln muss der Name in der Form Melilotus altissimus Thuill. verwendet werden.

## Ähnliche Arten
Der Hohe Steinklee kann leicht mit dem Gewöhnlichen Steinklee (Melilotus officinalis) verwechselt werden. Dieser besitzt jedoch kahle Früchte sowie ein Schiffchen, das in der Regel deutlich kürzer als die Flügel ist.

## Nutzung
Der Hohe Steinklee kann auch als Heilpflanze verwendet werden. Er ist als Viehfutter sehr minderwertig. Er kann auch zur Vertreibung von Motten und Wanzen dienen.